# Cap Sacré-Cœur
Cap Sacré-Cœur est un centre commercial de l'île de La Réunion. Situé sur le territoire de la commune du Port, il est doté de 91 enseignes, parmi lesquelles les principales sont un hypermarché Carrefour et une surface de vente de produits culturels Fnac. Il est devenu en 2018 le plus grand centre commercial de l'île de la réunion et est actuellement le deuxième de l'océan indien. Avant 2018, le nombre d'enseignes était d'une trentaine.

## Annexe